# Barbastella
Barbastella is een geslacht van zoogdieren uit de familie van de gladneuzen (Vespertilionidae). De wetenschappelijke naam van het geslacht werd in 1821 gepubliceerd door John Edward Gray.

## Soorten
Er worden 6 soorten in dit geslacht geplaatst:
- Barbastella barbastellus (von Schreber, 1774) – Mopsvleermuis
- Barbastella beijingensis Zhang Jinshuo, Han Naijian, G. Jones, Lin Liangkong, Zhang Junpeng, Zhu Guanjian, Huang Dawei, & Zhang Shuyi, 2007
- Barbastella caspica Satunin, 1908
- Barbastella darjelingensis (Hodgson, 1855)
- Barbastella leucomelas (Cretzschmar, 1830)
- Barbastella pacifica Kruskop, Kawai, & M. P. Tiunov, 2019